# طه الهاشمی
طه الهاشمی (انگلیسی: Taha al-Hashimi؛ ۱۸۸۸ – ۱۹۶۱) یک سیاست‌مدار اهل عراق بود که برای مدت کوتاه دو ماه، یعنی از ۳ فوریه تا کودتای ۱ آوریل ۱۹۴۱ نخست‌وزیر عراق بود.وی توسط شاهزاده عراق به عنوان جانشین رشید عالی گیلانی که همسو با نازی‌ها بود انتخاب شد.هنگامی که شاهزاده از ترس ترور از کشور گریخت، طه الهاشمی نیز استعفا داد و قدرت دوباره به‌دست رشید عالی گیلانی افتاد.
یاسین هاشمی، برادر بزرگ‌تر او نیز پیش از او دو دوره نخست‌وزیر عراق بود.